# Kłopoczyn
Kłopoczyn – wieś w Polsce położona w województwie łódzkim, w powiecie rawskim, w gminie Sadkowice.
Wieś szlachecka położona była w drugiej połowie XVI wieku w powiecie bielskim ziemi rawskiej województwa rawskiego. W latach 1954–1958 wieś należała i była siedzibą władz gromady Kłopoczyn, po jej zniesieniu w gromadzie Lubania. W latach 1975–1998 miejscowość administracyjnie należała do województwa skierniewickiego.

## Informacja ze Słownika Geograficznego Królestwa Polskiego
Kłopoczyn, wś i folw. nad rz. Gostomką. pow. rawski, gm. i par. Lubania. Leży na lewo od drogi bitej z Nowego Miasta do Grójca. Gorzelnia. W 1827r. było tu 23 dm., 100 mk., obecnie 35 dm., 467 mk., ziemi włość 492 mr.; dworsk. wraz z os. i karczmą Zaborze 1146 mr., w tem ornej 701 mr. Do K. należy folw. Sosnów i wś Zaborze (14 osad, 301 mr.).